# Aldi
Aldi (estilitzat ALDI) és una cadena de supermercats de descompte d'origen alemany. La primera botiga va ser oberta a Essen pels germans Karl i Theo Albrecht l'any 1946, partint d'un antic negoci familiar, i des de 1962 funciona sota la marca actual (acrònim de Albrecht-Diskont). En l'actualitat és el grup capdavanter del sector minorista d'Alemanya i en un dels més importants a nivell global, competint amb Lidl arreu, rarament una s'expandeix sense l'altra. L'empresa està dividida des de 1966 en dues filials, Aldi Nord i Aldi Süd, que es reparteixen el mercat alemany i internacional. El 2013 operava més de 14.000 botigues en 18 països, que converteix el grup en capdavanter del sector minorista d'Alemanya i en un dels més importants a nivell global.

## Història

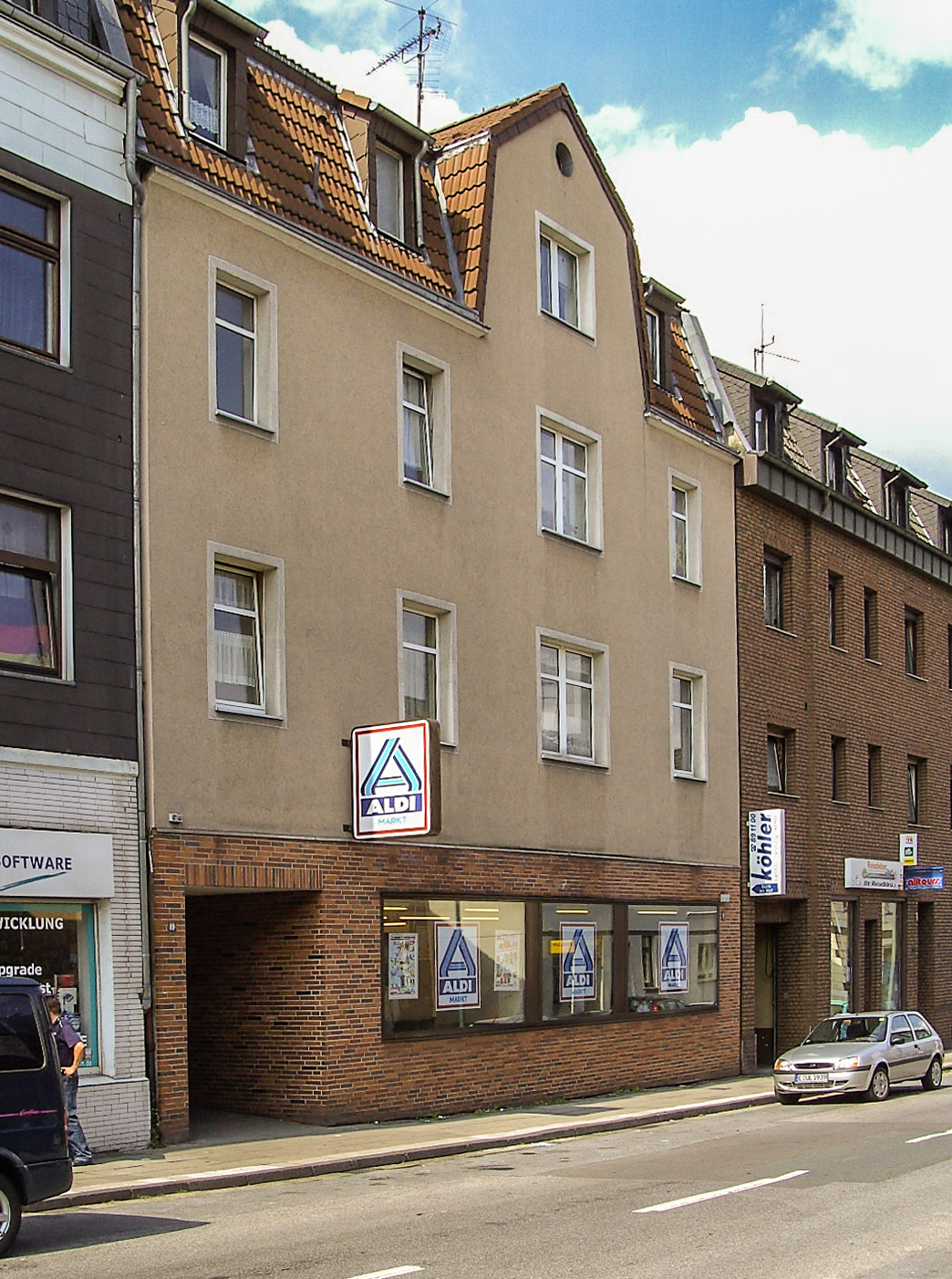
Primera botiga Aldi a Essen.

Els orígens de l'actual empresa són del 1913, quan Anna Siepmann va obrir una petita botiga d'ultramarins a Essen, Alemanya. Anys més tard els seus fills Karl (1920-2014) i Theo Albrecht (1922-2010) van treballar amb ella. En acabar la Segona Guerra Mundial van prendre les regnes del negoci, reconvertit en «Albrecht Lebensmittel».
Després de la guerra, els germans Albrecht es van expandir per tota la regió del Ruhr amb un model que va establir les bases de les actuals botigues de descompte. Mentre els negocis d'alimentació de l'època (majoritàriament cooperatives) fixaven preus normals i després aplicaven descomptes a través de cupons o promocions especials, les botigues d'Albrecht feien rebaixes directes en el preu de tots els articles, amb menor oferta de marques i més rotació de producte. A més van retallar en despeses publicitàries, en venda de productes frescos i en costos de manteniment en llogar recintes petits. Aquest model de preus baixos va tenir èxit: l'any 1950 comptaven amb 13 locals i una dècada després havien superat els 300 establiments en tota l'Alemanya Occidental.
L'any 1962 es va establir la marca «Aldi» (acrònim de Albrecht-Diskont) i la companyia va ser dividida en dues filials que es van repartir el mercat: Theo es va quedar amb «Aldi Nord», amb seu a Essen i operativa al nord d'Alemanya, mentre que Karl va mantenir «Aldi Süd», amb seu a Mülheim del Ruhr i operativa al sud del país. Es desconeixen les raons de la separació, encara que la versió més estesa és que els germans Albrecht no es posaven d'acord sobre la venda de cigarretes. Malgrat aquesta divisió, legalment establerta l'any 1966, Aldi Nord i Aldi Süd funcionen de facto com la mateixa empresa i amb prou feines existeixen diferències, excepte en les ofertes que apliquen.
La separació legal també s'ha donat en l'expansió internacional. L'any 1967 Aldi Süd va adquirir una franquícia de botigues a Àustria, mentre que Aldi Nord va esperar fins al 1973 per obrir el seu primer local forà als Països Baixos. A Espanya, on opera des de 2002, la franquícia Aldi pertany legalment a Aldi Nord.
A partir de 1973 el grup Aldi va quedar sota control d'una fundació privada, Siepmann-Stiftung, creada per Karl Albrecht per salvaguardar els interessos familiars. Gràcies a la reunificació alemanya, Aldi es va convertir en l'empresa capdavantera de venda minorista a Alemanya amb més de 4.000 locals, la majoria de Aldi Nord. Tanmateix, els germans Karl i Theo es van jubilar el 1993 havent esdevingut els homés més rics del país.

## Política comercial

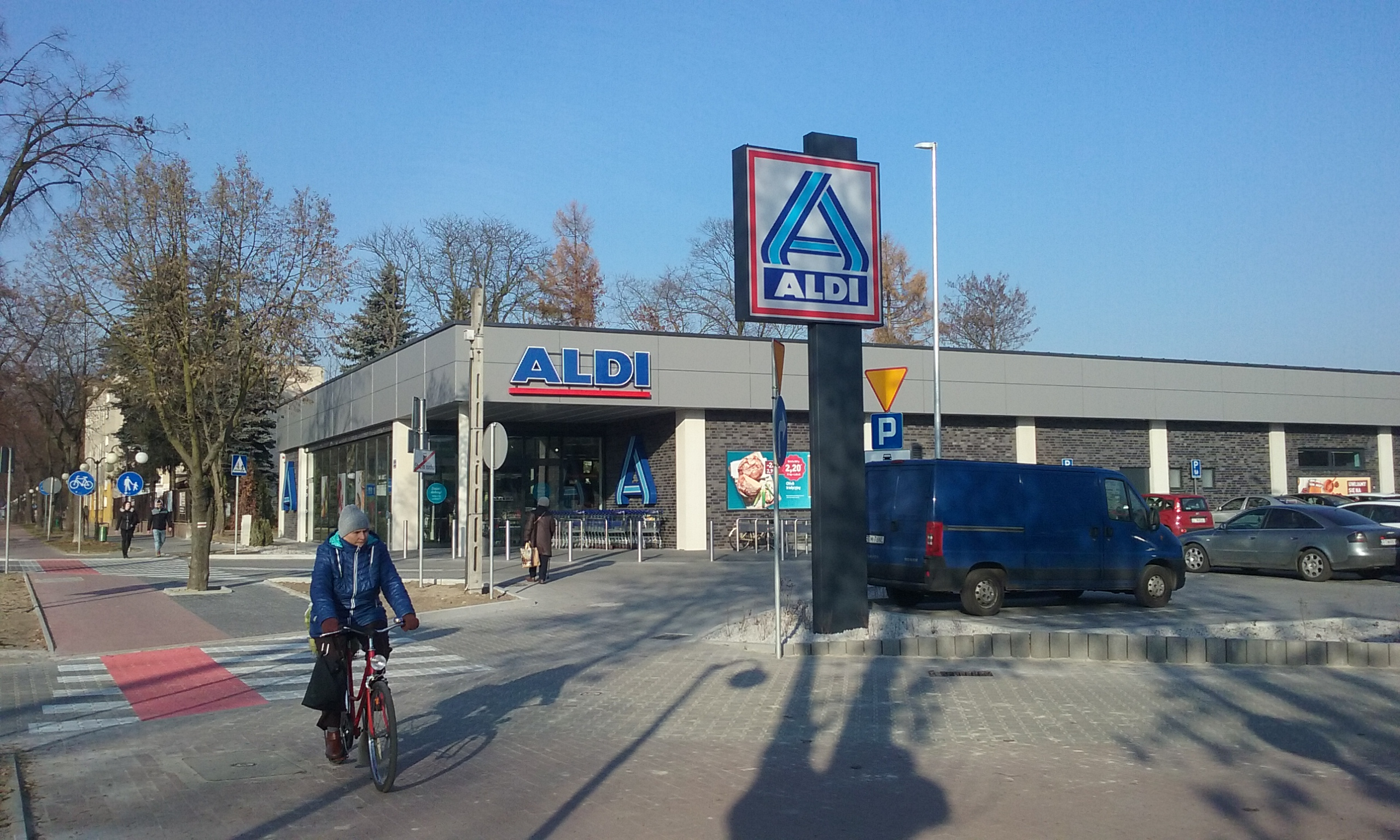
ALDI a Tomaszów Mazowiecki, a Polònia

Aldi és un supermercat de descompte que ven productes d'alimentació, drogueria, perfumeria i complements. La majoria dels articles són de marca blanca i moltes vegades només es poden adquirir aquestes referències, a un preu més reduït que en un supermercat tradicional i amb major rotació del producte. A més existeixen ofertes de durada limitada, generalment tres dies, en altres segments com a electrodomèstics, eines, roba i oci. Un dels seus principis és tenir un assortiment limitat de 900 productes bàsics de qualitat a un preu el més sota possible. L'empresa va ser la primera a Alemanya que va introduir la rebaixa directa en el preu de tots els articles.
Tal com succeeix en altres establiments hard discount com Lidl o Dia, es redueix la despesa en decoració i manteniment. Els articles peribles solen vendre's envasats i sense línies de personal per a carnisseria o peixateria, com succeeix en un hipermercat tradicional. De la mateixa manera, els treballadors exerceixen diverses funcions per a rebaixar els costos de personal.
La política publicitària d'Aldi varia segons el país i la reputació que tinguin les marques blanques. A Alemanya cap de les dues filials fa campanyes publicitàries, més enllà d'anunciar ofertes en la premsa o a través de catàlegs propis, i tampoc compta amb un departament de relacions públiques. No obstant això, en altres països com Espanya, Regne Unit i Estats Units sí que és freqüent que Aldi s'anunciï per televisió. A Austràlia fa fins i tot publicitat comparativa amb l'eslògan Like brands, only cheaper (en català, «Com les marques, però més barat»).

## Establiments

Mapa amb la divisió administrativa d'Aldi a Alemanya.

Encara que tots els establiments d'Alemanya tenen la marca d'Aldi, la companyia està dividida administrativament en dues filials que es reparteixen el mercat. «Aldi Nord» gestiona 35 divisions regionals amb més de 2.500 establiments al nord, mentre que «Aldi Süd» dirigeix 31 divisions amb 1.700 botigues al sud. La frontera que delimita ambdues zones és coneguda com a Aldi-Äquator (en català, «l'equador d'Aldi») i segueix el llit del riu Rin. Cada filial té els seus propis directors regionals que se situen a les seus d'Essen (Aldi Nord) i Mülheim (Aldi Sud), ciutats que limiten entre elles.
Tot el territori de l'antiga República Democràtica Alemanya pertany a Aldi Nord, excepte una botiga a Sonneberg (Turíngia) que és administrada per la divisió d'Aldi Süd a Baviera.
De la mateixa manera, l'expansió internacional segueix el mateix patró. Aldi Nord s'ha quedat amb la majoria de mercats a l'Europa occidental i Polònia, amb 4.700 establiments en 2021, mentre que Aldi Süd té els països de parla alemanya (Àustria i Suïssa), Europa de l'Est, Regne Unit i Austràlia. En total, Aldi Süd operava 6.816 botigues a tot el món en 2021. A més a més, té la particularitat que Aldi Süd a Àustria rep el nom de Hofer atès que els drets comercials d'aquest nom ja els té l'empresa austríaca Adel Lebensmittel Diskont.

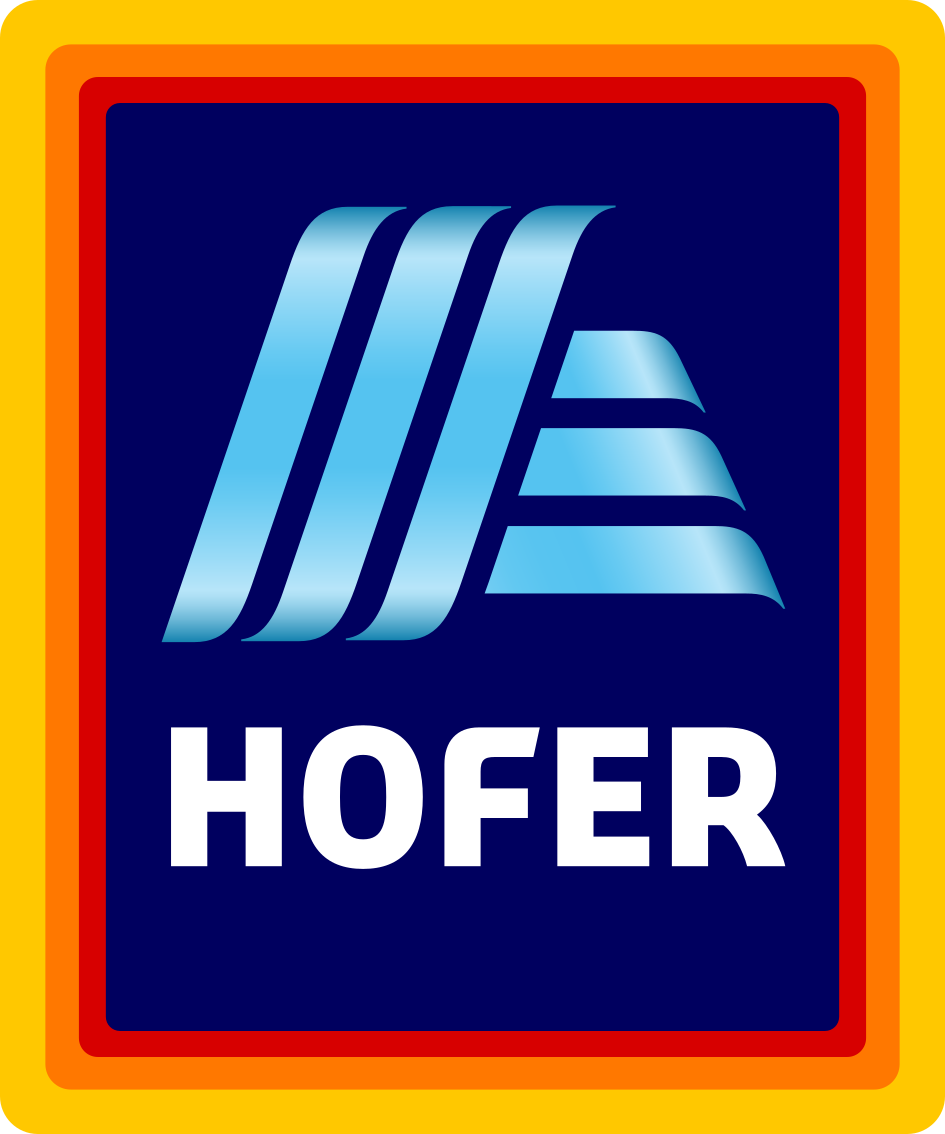
Logotip de Hofer, el nom forçat d'Aldi Süd a Àustria.

Als Estats Units, les dues filials comparteixen mercat amb marques diferents. Aldi Süd hi opera des de 1976 i disposa de més de 1.000 botigues amb el seu nom, en la seva majoria repartides per la Costa Est. En canvi, Aldi Nord hi va arribar l'any 1979 a través de la compra de Trader Joe's, implantada a nivell nacional, i ha mantingut la marca original. El 2021 ja disposava de 2000 botigues.
Aldi inicià la seva presència l'any 2002 als Països Catalans. Té la seu per a tota la península Ibèrica a Sant Cugat del Vallès (Vallès Occidental). El 2020 tenia 328 botigues arreu de l'estat espanyol (ampliades a 468 el 2024) i quatre plataformes logístiques: Masquefa (l'Anoia), Sant Isidre (el Baix Segura), Pinto (Madrid) i Dos Hermanas (Andalusia). El 2024 ja comptava amb set plataformes logístiques, amb la creació de la d'Agüimes (Gran Canària), Sagunt (Camp de Morvedre) i Miranda de Ebro (Burgos). Comptava amb més de 5.200 persones el 2020 (7.500 l'any 2024) a tot Espanya: 81% dels quals treballen en botiga, el 9% en oficines i un 10% són personal de logística.
| Estats amb Aldi Nord - Alemanya - Bèlgica - Espanya - Estats Units - França - Luxemburg - Països Baixos - Polònia - Portugal |  | Estats amb Aldi Süd - Alemanya - Austràlia - Àustria - Eslovènia - Estats Units - Hongria - Irlanda - Suïssa - Regne Unit |

## Controvèrsia
L'any 2013, els supermercats Aldi de Regne Unit es van veure embolicats en el frau de la carn de cavall que va afectar nombroses multinacionals a Europa. En concret, el grup va reconèixer el 8 de febrer que alguns paquets de lassanya congelada i d'espaguetis a la bolonyesa subministrats per la processadora francesa Comigel contenien entre un 30% i un 100% de carn de cavall en comptes de la carn de vedella anunciada, per la qual cosa van cancel·lar la seva relació comercial.
D'altra banda, a Espanya algunes organitzacions agràries com ASAJA i Unió de Pagesos han protestat davant d'Aldi i Lidl pel preu que paguen als productors per la fruita en origen, que el consideren insuficient.